# عيد الشكر (فلم 2023)
عيد الشكر (الإنجليزية: Thanksgiving) هو فيلم رعب، وفيلم تقطيع صَدَرَ في 30 نوفمبر 2023، في المجر. الفيلم من إنتاج مجموعة سباي غلاس الإعلامية، وتولّت تري ستار بيكتشرز، وفوروم هانغري ‏، وسوني بيكتشرز إنترتينمنت توزيعه، وهو من إخراج إيلي روث، أما السيناريو فكان من كتابة إيلي روث، و.

## طاقم التمثيل
- باتريك ديمبسي
- ريك هوفمان
- أديسون ري
- جينا غيرشون

## الاستقبال

### الميزانية والإيرادات
بلغت ميزانيّة الفيلم 15,000,000 دولار أمريكي.

## وصلات خارجية
- مقالات تستعمل روابط فنية بلا صلة مع ويكي بيانات